# Aztekenreich
Das Aztekenreich (Klassisches Nahuatl: Ēxcān Tlahtōlōyān, [ˈjéːʃkaːn̥ t͡ɬaʔtoːˈlóːjaːn̥]) entstand aus dem Aztekischen Dreibund der drei Stadtstaaten Tenochtitlan, Texcoco und Tlacopan im heutigen Mexiko, welcher seine Wurzeln auf das Jahr 1428 zurückführt. Diese drei Stadtstaaten unter Führung von Tenochtitlan (gegründet 1325) beherrschten das Gebiet im und um das Tal von Mexiko und errichteten ein bedeutendes Reich, welches bis zu seiner Eroberung durch spanische Konquistadoren und ihre einheimischen Verbündeten unter Hernán Cortés 1521 existierte. Mit einer geschätzten Bevölkerung von 150.000 bis 200.000 Menschen zählte Tenochtitlan, die de facto Hauptstadt der Azteken, um das Jahr 1500 zu den größten Städten der Welt. Die Bevölkerung des gesamten Reiches wurde auf 5 bis 6 Millionen geschätzt.
Die Dreierallianz entstand aus den siegreichen Fraktionen eines Bürgerkriegs, der zwischen der Stadt Azcapotzalco und ihren ehemaligen Nebenprovinzen ausgetragen wurde. Trotz der anfänglichen Konzeption des Reiches als Allianz dreier selbstverwalteter Stadtstaaten wurde Tenochtitlan militärisch schnell dominant. Als die Spanier 1519 eintrafen, wurden die Länder der Allianz effektiv von Tenochtitlan aus regiert, während die anderen Partner der Allianz untergeordnete Rollen übernommen hatten.
Das Bündnis führte Eroberungskriege und expandierte nach seiner Gründung rasch. Auf ihrem Höhepunkt kontrollierte die Allianz den größten Teil Zentralmexikos sowie einige weiter entfernte Gebiete innerhalb Mesoamerikas, wie z. B. die Provinz Xoconochco, eine aztekische Exklave in der Nähe der heutigen Grenze zu Guatemala. Die aztekische Herrschaft wurde von Forschern als hegemonial oder indirekt beschrieben. Die Azteken ließen die Herrscher der eroberten Städte an der Macht, solange sie sich bereit erklärten, dem Bündnis halbjährlich Tribut zu zahlen und Militärkräfte bereitzustellen, wenn diese für die Kriegsanstrengungen der Azteken benötigt wurden. Im Gegenzug bot die kaiserliche Autorität Schutz und politische Stabilität und ermöglichte ein integriertes wirtschaftliches Netzwerk aus verschiedenen Städten und Völkern, die über beträchtliche lokale Autonomie verfügten.
Die Staatsreligion des Reiches war polytheistisch und betete ein vielfältiges Pantheon an, das Dutzende von Gottheiten umfasste. Es waren zahlreiche Kulte offiziell anerkannt. Bei den bedeutenden unter ihnen war die Gottheit im zentralen Tempelbezirk der Hauptstadt Tenochtitlan vertreten. Der Hauptkult war insbesondere der von Huitzilopochtli, dem kriegerischen Schutzgott der Mexica. Die Völker in den eroberten Provinzen durften ihre eigenen religiösen Traditionen beibehalten und frei fortführen, solange sie Huitzilopochtli in ihr lokales Pantheon aufnahmen.
Das Aztekenreich beruhte auf dem Volk der Mexica, welche den Nahua angehörten. Die dominante Sprache war Nahuatl, wobei unzählige lokale Sprachen gesprochen wurden.

## Etymologie und Definition
Das Wort Azteke im modernen Sprachgebrauch wäre von den Menschen selbst nicht benutzt worden. Es wurde auf verschiedene Weise verwendet, um das Reich der Dreierallianz, das Nahuatl-Volk in Zentralmexiko vor der spanischen Eroberung oder speziell die Ethnizität der Mexica unter den Nahuatl-Völker zu bezeichnen. Der Name stammt von einem Nahuatl-Wort, das „Volk von Aztlan“ bedeutet und den mythischen Ursprungsort der Nahua-Völker widerspiegelt. Für die Zwecke dieses Artikels bezieht sich „aztekisch“ nur auf die Städte, die die Dreierallianz bildeten oder der Dreierallianz unterlagen. Für die breitere Verwendung des Begriffs siehe den Artikel über die Azteken.

## Geschichte

### Vorgeschichte

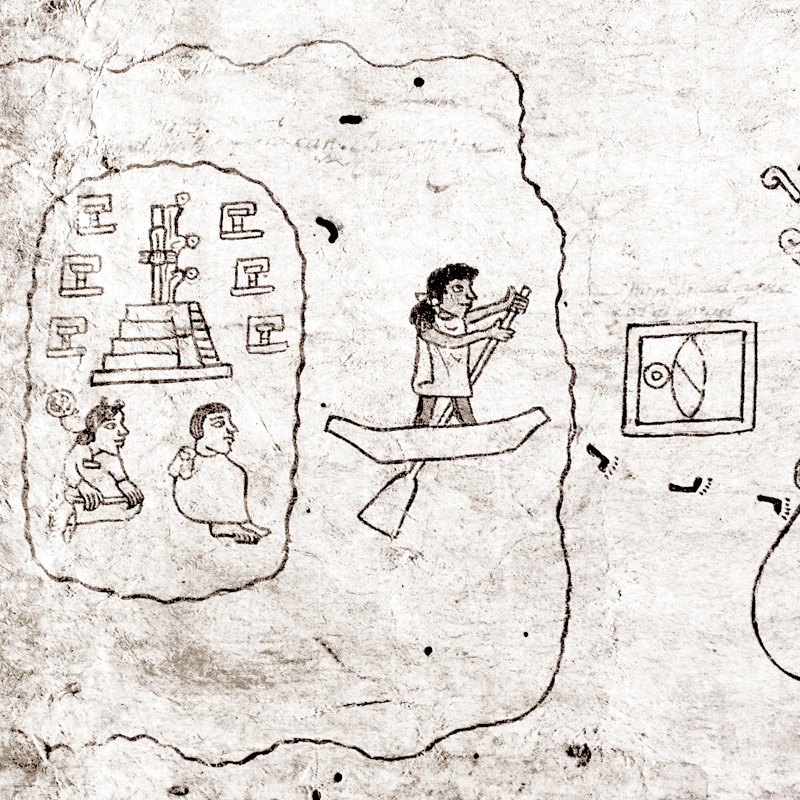
Abbildung der Azteken, welche die Migration der Mexica dokumentiert

Die Nahua-Völker stammten von den Chichimeken-Völkern ab, die im frühen 13. Jahrhundert aus dem Norden nach Zentralmexiko einwanderten. Die Migrationsgeschichte der Mexica (Azteken) ähnelt der anderer zentralmexikanischer Staaten mit übernatürlichen Stätten, Personen und Ereignissen, die auf der Suche nach politischer Legitimation die irdische und göttliche Geschichte miteinander verbanden. Nach den piktographischen Chroniken, in denen die Azteken ihre Geschichte festhielten, wurde der Herkunftsort Aztlán genannt. Frühe Migranten besiedelten das Tal von Mexiko und die umliegenden Flächen, indem sie eine Reihe unabhängiger Stadtstaaten gründeten. Diese frühen Nahua-Stadtstaaten oder Altepetl wurden von dynastischen Oberhäuptern regiert, die tlatoque (Singular, tlatoani) genannt wurden. Die meisten der bestehenden Siedlungen waren vor der mexikanischen Migration von anderen indigenen Völkern errichtet worden.
Diese frühen Stadtstaaten führten gegeneinander verschiedene kleinere Kriege, aber aufgrund wechselnder Allianzen erlangte keine einzelne Stadt die Dominanz. Die Mexica waren die letzten der Nahua-Migranten, die in Zentralmexiko ankamen. Sie drangen um das Jahr 1250 in das Tal von Mexiko ein, und zu diesem Zeitpunkt war der größte Teil des guten landwirtschaftlichen Bodens bereits beansprucht worden. Die Mexica überredeten den König von Culhuacan, einem kleinen Stadtstaat, der historisch wichtig als Zufluchtsort der Tolteken war, ihnen zu erlauben, sich in einem relativ unfruchtbaren Flecken Land namens Chapultepec niederzulassen. Die Mexica dienten dafür als Söldner für Culhuacan.
Nachdem die Mexica Culhuacan in der Schlacht gedient hatten, ernannte der Herrscher eine seiner Töchter zur Herrscherin über die Mexica. Nach mythologischen Berichten der Eingeborenen opferten die Mexica sie stattdessen auf Befehl ihres Gottes Xipe Totec, indem sie ihre Haut abzogen. Als der Herrscher von Culhuacan davon erfuhr, griff er an und setzte seine Armee ein, um die Mexica mit Gewalt zu vertreiben. Die Mexica zogen auf eine Insel in der Mitte des Texcoco-See, wo ein Adler auf einem Opuntien-Kaktus nistete. Sie deuteten dies als ein Zeichen ihrer Götter und gründeten auf dieser Insel im Jahr ōme calli, oder „Zwei Häuser“ (1325 n. Chr.), ihre neue Stadt Tenochtitlan.

### Aztekische Kriegsführung
Die Mexica traten als erbitterte Krieger in den Vordergrund und konnten sich als Militärmacht etablieren. Die Bedeutung der Krieger und der integrale Charakter der Kriegsführung im politischen und religiösen Leben der Mexica trugen dazu bei, dass sie zur dominierenden Militärmacht wurden.
Der neue mexikanische Stadtstaat verbündete sich mit der Stadt Azcapotzalco und zollte seinem Herrscher, Tezozómoc, Tribut. Mit Unterstützung der Mexica begann Azcopotzalco sich zu einem kleinen Reich zu entwickeln. Bis zu diesem Zeitpunkt wurde der Herrscher der Mexica nicht als legitimer König anerkannt. Führer der Mexica baten einen der Könige von Culhuacan erfolgreich um eine Tochter, die in die Linie der Mexica einheiraten sollte. Ihr Sohn, Acamapichtli, wurde im Jahr 1372 als erster tlatoani (Herrscher) von Tenochtitlan inthronisiert.
Während die Tepaneken von Azcapotzalco ihre Herrschaft mit Hilfe der Mexica ausbauten, wuchs die Macht der Stadt Texcoco in Acolhua im östlichen Teil des Seebeckens. Schließlich brach ein Krieg zwischen den beiden Staaten aus, und die Mexica spielten eine entscheidende Rolle bei der Eroberung von Texcoco. Zu diesem Zeitpunkt war Tenochtitlan zu einer bedeutenden Stadt herangewachsen und wurde für seine Treue zu den Tepaneken mit der Aufnahme von Texcoco als tributpflichtige Provinz belohnt.

### Tepaneken-Krieg

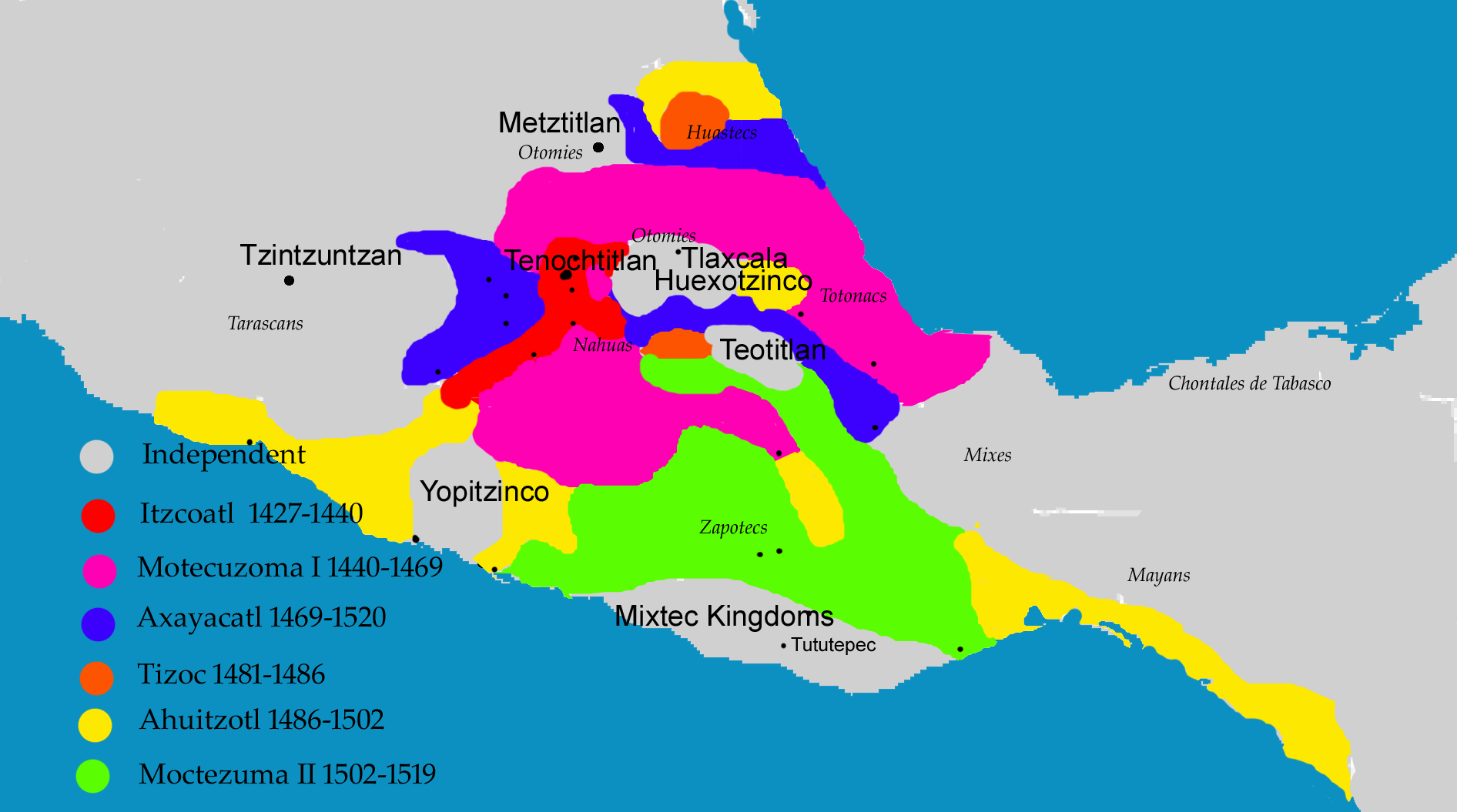
Karte, welche die Expansion des Aztekenreiches dokumentiert

Im Jahr 1426 starb der Tepaneken-König Tezozómoc, und die daraus resultierende Erbfolgekrise löste einen Bürgerkrieg zwischen potenziellen Nachfolgern aus. Die Mexica unterstützten Tezozomocs bevorzugten Erben Tayahauh, der zunächst als König inthronisiert wurde. Doch schon bald usurpierte sein Sohn Maxtla den Thron und wandte sich gegen Fraktionen, die sich gegen ihn stellten, darunter ihr Herrscher Chimalpopoca. Letzterer starb kurz darauf, möglicherweise ermordet von Maxtla.
Der neue Herrscher der Mexica Itzcóatl widersetzte sich weiterhin Maxtla; er blockierte Tenochtitlan und forderte erhöhte Tributzahlungen. Maxtla wandte sich ebenfalls gegen Acolhua, und der König von Texcoco, Nezahualcoyotl, floh ins Exil. Nezahualcoyotl rekrutierte militärische Hilfe beim König von Huexotzinco, und die Mexica erhielten die Unterstützung der Dissidentenstadt Tlacopan. 1427 zogen Tenochtitlan, Texcoco, Tlacopan und Huexotzinco in den Krieg gegen Azcapotzalco und gingen 1428 als Sieger hervor.
Nach dem Krieg zog sich Huexotzinco zurück und 1430 schlossen die drei verbliebenen Städte einen Bündnis, das heute als Dreierbündnis bekannt ist. Die Ländereien der besiegten Tepaneken wurden unter den drei Städten aufgeteilt, deren Führer sich bereit erklärten, in künftigen Eroberungskriegen zusammenzuarbeiten. Das aus diesen Eroberungen erworbene Land sollte von den drei Städten gemeinsam gehalten werden. Die Tribute sollten so aufgeteilt werden, dass jeweils zwei Fünftel an Tenochtitlan und Texcoco und ein Fünftel an Tlacopan gingen. Jeder der drei Könige des Bündnisses nahm seinerseits den Titel „huey tlatoani“ („Älterer Sprecher“, oft mit „Kaiser“ übersetzt) an. In dieser Rolle hatte jeder von ihnen vorübergehend eine De-jure-Position über den Herrschern anderer Stadtstaaten (tlatoani) inne.
In den nächsten 100 Jahren beherrschte die Tripelallianz aus Tenochtitlan, Texcoco und Tlacopan das Tal von Mexiko und dehnte ihre Macht bis an die Küsten des Golfs von Mexiko und des Pazifik aus. Tenochtitlan wurde allmählich zur dominierenden Macht in der Allianz. Zwei der wichtigsten Architekten dieses Bündnisses waren die Halbbrüder Tlacaélel und Moctezuma I., Neffen von Itzcóatl. Moctezuma folgte Itzcóatl schließlich 1440 als huey tlatoani nach. Tlacaelel besetzte den neu geschaffenen Titel cihuacóatl, der als „Premierminister“ oder „Vizekönig“ verstanden werden kann.

### Reformen

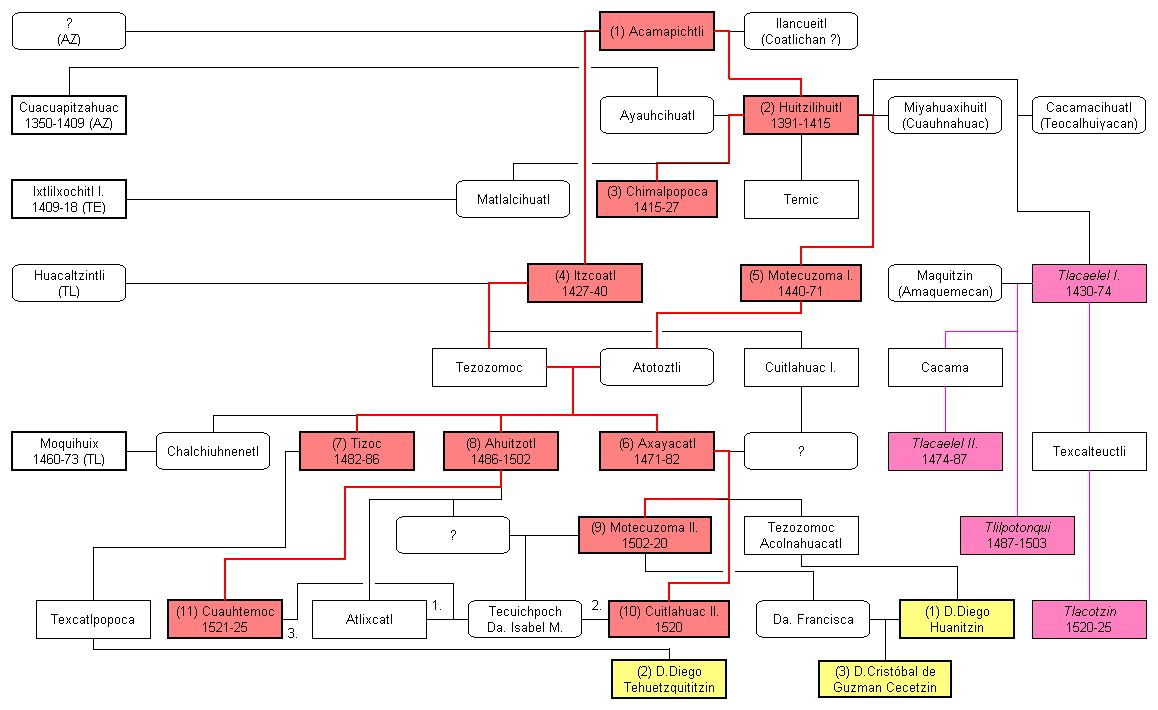
Genealogie der Herrscherfamilie von Tenochtitlan (gerundeter Rahmen: Frauen, violett: Cihuacoatl, rosa: Tlatoque, gelb: kolonialzeitliche tlatoque aus der Herrscherfamilie. Verwandtschaftsbeziehungen zu anderen Orten: AZ = Azcapotzalco, TE = Tetzcoco, TL = Tlatelolco)

Kurz nach der Gründung der Dreierallianz leitete Itzcóatl weitreichende Reformen des aztekischen Staates und der Religion ein. Es wird behauptet, Tlacaelel habe die Verbrennung einiger oder der meisten der erhaltenen aztekischen Bücher angeordnet mit der Behauptung, sie enthielten Lügen und es sei „nicht klug, dass alle Menschen die Bilder kennen sollten“. Selbst wenn er solche Bücherverbrennungen anordnete, beschränkte er sich wahrscheinlich in erster Linie auf Dokumente, die politische Propaganda früherer Regime enthielten.
Unter Moctezuma I., der Itzcóatl als Kaiser ablöste, wurden weitere Reformen eingeleitet, um die Kontrolle über eroberte Städte zu erhalten. Unkooperative Könige wurden durch Marionettenherrscher ersetzt, die den Azteken gegenüber loyal waren. Ein neues kaiserliches Tributsystem führte Tributeintreiber ein, die die Bevölkerung direkt besteuerten und die Autorität der lokalen Dynastien umgingen. Nezahualcoyotl führte auch eine Politik in den Acolhua-Ländern ein, die darin bestand, den unterworfenen Königen tributpflichtige Besitztümer in Ländern fernab ihrer Hauptstädte zu gewähren. Dies geschah, um einen Anreiz für die Zusammenarbeit mit dem Reich zu schaffen; wenn der König einer Stadt rebellierte, verlor er den Tribut, den er vom Ausland erhielt. Einige rebellierende Könige wurden ersetzt oder statt dynastischer Herrscher zu Gouverneuren ernannt.
Moctezuma erließ neue Gesetze, die Adel und Bürgerschaft weiter voneinander trennten und die Todesstrafe für Ehebruch und andere Vergehen einführten. Auf königlichen Erlass hin wurde in jedem Viertel eine religiös überwachte Schule gebaut. In den Vierteln der Bürgerschaft gab es eine Schule, die telpochcalli genannt wurde und in der sie grundlegenden Religionsunterricht und eine militärische Ausbildung erhielten. Eine zweite, prestigeträchtigere Art von Schule, die calmecac genannt wurde, diente dem Unterricht des Adels sowie von Bürgerlichen von hohem Rang, die Priester oder Handwerker werden wollten. Moctezuma I. schuf auch einen neuen Titel mit der Bezeichnung quauhpilli, der Bürgerlichen verliehen werden konnte. Dieser Titel war eine Form des nicht erblichen niederen Adels, der für herausragende militärische oder zivile Dienste verliehen wurde (ähnlich wie der englische Ritter). In einigen seltenen Fällen heirateten Bürgerliche, die diesen Titel erhielten, in königliche Familien ein und wurden Könige.
Eine Komponente dieser Reform war die Schaffung einer Institution der geregelten Kriegsführung, der so genannten Blumenkriege. Die mesoamerikanische Kriegsführung insgesamt zeichnet sich durch eine starke Präferenz für die Gefangennahme lebender Feinde anstelle des Tötens auf dem Schlachtfeld aus, das als verschwenderisch und grundlos galt. Die Blumenkriege sind eine starke Manifestation dieses Ansatzes der Kriegsführung. Diese hochgradig ritualisierten Kriege sorgten für einen stetigen Nachschub an erfahrenen aztekischen Kriegern sowie für einen stetigen Nachschub an gefangenen feindlichen Kriegern, die den Göttern geopfert wurden. Blumenkriege wurden von Beamten auf beiden Seiten im Voraus arrangiert und speziell für den Zweck der jeweiligen Polis durchgeführt, Gefangene für Opfer zu sammeln. Einheimischen historischen Berichten zufolge wurden diese Kriege von Tlacaelel als Mittel zur Besänftigung der Götter als Reaktion auf eine massive Dürre, die das Tal von Mexiko von 1450 bis 1454 erfasste, angezettelt. Die Blumenkriege wurden meist zwischen dem Aztekenreich und den Nachbarstädten ihres Erzfeindes Tlaxcala geführt.

### Frühere Expansion
Nach der Niederlage der Tepaneken festigten die Herrscher Itzcóatl und Nezahualcoyotl rasch ihre Macht im Tal von Mexiko und begannen über seine Grenzen hinaus zu expandieren. Die ersten Ziele der imperialen Expansion waren Coyoacan  sowie Cuauhnahuac und Huaxtepec im modernen mexikanischen Bundesstaat Morelos. Diese Eroberungen verschafften dem neuen Reich einen großen Zustrom an Tribut, insbesondere an landwirtschaftlichen Gütern.
Die Expansion des Reiches wurde kurzzeitig durch eine große vierjährige Dürre gestoppt, die 1450 das mexikanische Becken heimsuchte, und mehrere Städte in Morelos mussten nach Abklingen der Dürre zurückerobert werden. Moctezuma und Nezahualcoyotl dehnten das Reich weiter nach Osten zum Golf von Mexiko und nach Süden bis nach Oaxaca aus. 1468 starb Moctezuma I. und wurde von seinem Sohn Axayacatl abgelöst. Axayacatl verbrachte den größten Teil seiner dreizehnjährigen Regierungszeit damit, das unter seinem Vorgänger erworbene Gebiet zu konsolidieren. Motecuzoma und Nezahualcoyotl hatten es zu rasch vergrößert und viele Provinzen rebellierten.
Zur gleichen Zeit, in der das Aztekenreich expandierte und seine Macht festigte, expandierte auch das Purépecha-Reich in Westmexiko in ähnlicher Weise. Im Jahr 1455 waren die Purépecha unter ihrem König Tzitzipandaquare in das Toluca-Tal eingefallen und beanspruchten Ländereien, die zuvor von Motecuzoma und Itzcóatl erobert worden waren. 1472 eroberte Axayacatl die Region zurück und verteidigte sie erfolgreich gegen Versuche der Purépecha, sie zurückzuerobern. Im Jahr 1479 startete Axayacatl mit 32.000 aztekischen Soldaten eine große Invasion in das Reich der Purépecha. Die Purépecha trafen mit 50.000 Soldaten kurz hinter der Grenze auf sie und errangen einen durchschlagenden Sieg, wobei sie über 90 % der aztekischen Armee töteten oder gefangen nahmen. Axayacatl selbst wurde in der Schlacht verwundet, zog sich nach Tenochtitlan zurück und zog gegen die Purépecha nie wieder in die Schlacht.
Im Jahr 1472 starb Nezahualcoyotl und sein Sohn Nezahualpilli wurde als neuer huey tlatoani von Texcoco inthronisiert. Darauf folgte 1481 der Tod von Axayacatl in Tenochtitlan. Axayacatl wurde durch seinen Bruder Tízoc ersetzt, der sich als unfähig erwies und das Reich nicht wesentlich vergrößerte. Tízocs Regierungszeit war kurz. Offenbar aufgrund seiner Inkompetenz wurde Tízoc fünf Jahre nach Beginn seiner Herrschaft, wahrscheinlich von seinen eigenen Adligen ermordet.

### Spätere Expansion

Maximale Ausdehnung des Aztekenreichs

Tízoc wurde 1486 von seinem Bruder Ahuitzotl abgelöst. Wie seine Vorgänger verbrachte Ahuitzotl den ersten Teil seiner Herrschaft damit, Aufstände zu unterdrücken, die aufgrund der indirekten Natur der Aztekenherrschaft alltäglich waren. Danach begann Ahuitzotl eine neue Welle von Eroberungen, die das Oaxaca-Tal und die Soconusco-Küste einschloss. Aufgrund vermehrter Grenzscharmützel mit den Purépechas eroberte Ahuitzotl die Grenzstadt Otzoma und verwandelte die Stadt in einen militärischen Außenposten. Die Bevölkerung von Otzoma wurde dabei entweder getötet oder zerstreut. In der Folge errichteten die Purépecha in der Nähe Festungen, um sich vor der Expansion der Azteken zu schützen. Ahuitzotl reagierte darauf, indem er weiter nach Westen bis zur Pazifikküste von Guerrero expandierte.
Unter der Herrschaft von Ahuitzotl waren die Mexica von Tenochtitlan die größte und mächtigste Fraktion im Dreierbündnis der Azteken. Aufbauend auf dem Ansehen, das die Mexica im Laufe der Eroberungen erworben hatten, begann Ahuitzotl, den Titel huey huey tlatoani („Ältester Sprecher“) zu verwenden, um sich von den Herrschern von Texcoco und Tlacopan zu unterscheiden. Obwohl das Bündnis das Reich technisch immer noch leitete, nahm der Kaiser der Mexica nun die nominelle, wenn nicht gar die tatsächliche Herrschaft an.
Ahuitzotl wurde 1502 von seinem Neffen Moctezuma II. abgelöst. Moctezuma II. verbrachte den größten Teil seiner Regierungszeit damit, die Macht in den von seinen Vorgängern eroberten Ländern zu festigen. 1515 fielen die aztekischen Krieger unter dem Kommando des tlaxcalanischen Generals Tlahuicole erneut in das Reich der Purépecha ein. Die aztekische Armee nahm kein Territorium ein und beschränkte sich meist auf Raubzüge. Die Purépechas besiegten sie jedoch, und die Armee zog sich zurück.
Moctezuma II. leitete weitere imperiale Reformen ein. Nach dem Tod von Nezahualcoyotl waren die Herrscher von Tenochtitlan de facto die Herrscher des Bündnisses geworden. Moctezuma II. nutzte seine Herrschaft, um zu versuchen, die Macht noch stärker auf ihn zu konzentrieren. Er entfernte viele von Ahuitzotls Beratern und ließ mehrere von ihnen hinrichten. Er schaffte auch die Klasse der Quauhpilli ab und zerstörte damit die Chance der einfachen Leute, in den Adel aufzusteigen. Seine Reformbemühungen wurden schließlich durch die spanische Eroberung 1519 beendet.

### Spanische Eroberung

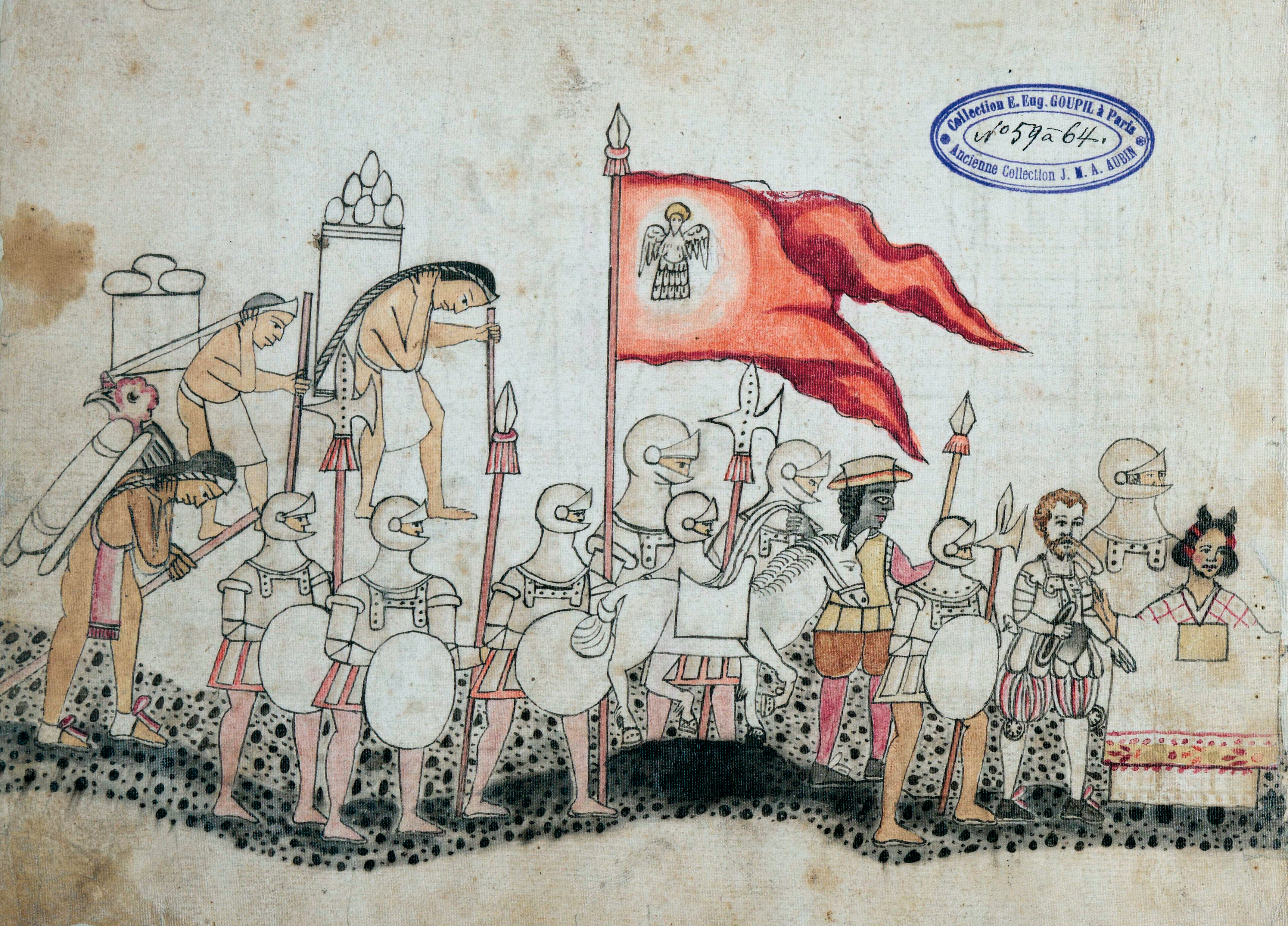
Abbildung der Azteken, welche die Ankunft der Spanier dokumentiert

Der spanische Expeditionsleiter Hernán Cortés landete 1519 mit etwa 630 Männern (die meisten nur mit Schwert und Schild bewaffnet) in Yucatán. Cortés war tatsächlich vom Gouverneur von Kuba, Diego Velásquez, als Kommandeur der Expedition abgesetzt worden, hatte jedoch die Boote gestohlen und war ohne Erlaubnis losgesegelt. Auf der Insel Cozumel traf Cortés auf einen schiffbrüchigen Spanier namens Gerónimo de Aguilar, der sich der Expedition anschloss und zwischen Spanisch und Maya übersetzte. Die Expedition segelte dann westwärts nach Campeche, wo Cortés nach einer kurzen Schlacht mit der örtlichen Armee durch seinen Dolmetscher Aguilar Friedensverhandlungen führen konnte. Der König von Campeche stellte Cortés einen zweiten Übersetzer zur Verfügung, eine zweisprachige Nahua-Maya-Sklavin namens Malinche (sie war auch unter den Namen Malinalli oder Doña Marina bekannt). Aguilar übersetzte aus dem Spanischen in die Sprache der Maya und Malinche übersetzte aus dem Maya in die Sprache Nahuatl. Nachdem Malinche Spanisch gelernt hatte, wurde sie Cortés’ Übersetzerin für Sprache und Kultur und war eine Schlüsselfigur in der Interaktion mit den Nahua-Herrschern.
Cortés segelte dann von Campeche nach Cempoala, einer Nebenprovinz des aztekischen Dreierbündnisses. In der Nähe gründete er die Stadt Veracruz, wo er sich mit Botschaftern des regierenden aztekischen Kaisers Moctezuma II. traf. Als die Botschafter nach Tenochtitlan zurückkehrten, begab sich Cortés nach Cempoala, um sich mit den örtlichen Totonaken-Führern zu treffen. Nachdem der Totonaken-Herrscher Cortés von seinen verschiedenen Klagen gegen die Azteken berichtet hatte, überzeugte Cortés die Totonaken, einen kaiserlichen Tribute-Sammler zu inhaftieren. Cortés ließ den Tribute-Sammler anschließend frei, nachdem er ihn davon überzeugt hatte, dass der Umzug ausschließlich auf die Idee der Totonaken zurückgeht und dass er keine Kenntnis davon hatte. Nachdem die Totonaken den Azteken effektiv den Krieg erklärt hatten, stellten die Totonaken Cortés 20 Kompanien Soldaten für seinen Marsch nach Tlaxcala zur Verfügung. Zu dieser Zeit versuchten mehrere Soldaten von Cortés zu meutern. Als Cortés das Komplott aufdeckte, ließ er seine Schiffe im Hafen versenken, um jede Möglichkeit einer Flucht nach Kuba auszuschließen.
Die von den Spaniern angeführte Totonaken-Armee zog in Tlaxcala ein, um eine Allianz gegen die Azteken zu vereinbaren. Der tlaxcalanische General Xicoténcatl der Jüngere hielt sie jedoch für feindlich und griff sie an. Nach mehreren Nahkämpfen überzeugte Cortés schließlich die Anführer von Tlaxcala, ihren General zum Rücktritt aufzufordern. Cortés sicherte sich daraufhin ein Bündnis mit dem Volk von Tlaxcala und reiste von dort aus mit einer kleineren Kompanie von 5.000 bis 6.000 Tlaxcalanern und 400 Totonaken, zusätzlich zu den spanischen Soldaten, ins Tal von Mexiko. Während seines Aufenthalts in der Stadt Cholula behauptet Cortés, er habe von einem geplanten Hinterhalt gegen die Spanier erfahren. In einer präventiven Maßnahme leitete Cortés seine Truppen dazu an, eine große Anzahl unbewaffneter Cholulaner, die sich auf dem Hauptplatz der Stadt versammelt hatten, anzugreifen und zu töten.
Nach dem Massaker von Cholula drangen Hernan Cortés und die anderen Spanier nach Tenochtitlan vor, wo sie als Gäste begrüßt und im Palast des ehemaligen Kaisers Axayacatl untergebracht wurden. Nach einem sechswöchigen Aufenthalt in der Stadt wurden zwei Spanier aus der Gruppe, die in Veracruz zurückgelassen worden waren, bei einer Auseinandersetzung mit einem Aztekenherrn namens Quetzalpopoca getötet. Cortés nahm diesen Vorfall als Vorwand, um Moctezuma II. unter Androhung von Gewalt gefangen zu nehmen. Mehrere Monate lang führte Moctezuma II. als Gefangener von Hernan Cortés das Reich weiter. Dann, 1520, traf eine zweite, größere spanische Expedition unter dem Kommando von Pánfilo de Narváez ein, die von Diego Velásquez entsandt worden war mit dem Ziel, Cortés wegen Hochverrats zu verhaften. Bevor er Narváez konfrontierte, überredete Cortés insgeheim die Männer von Narváez, diesen zu verraten und sich stattdessen Cortés anzuschließen.
Während Cortés Tenochtitlan verlassen hatte und sich mit Narváez befasste, massakrierte sein Stellvertreter Pedro de Alvarado als Reaktion auf ein Menschenopferritual zu Ehren von Huitzilopochtli eine Gruppe aztekischer Adliger. Die Azteken schlugen zurück, indem sie den Palast angriffen, in dem die Spanier einquartiert waren. Cortés kehrte nach Tenochtitlan zurück und erkämpfte sich den Weg zum Palast. Dann führte er Moctezuma II. auf das Dach des Palastes, um seine Untertanen aufzufordern, sich zurückzuziehen. Zu diesem Zeitpunkt hatte der regierende Rat von Tenochtitlan jedoch für die Absetzung Moctezuma II. gestimmt und seinen Bruder Cuitláhuac zum neuen Kaiser gewählt. Einer der aztekischen Soldaten schlug Moctezuma II. mit einer Steinschleuder auf den Kopf, und er starb einige Tage später – obwohl die genauen Einzelheiten seines Todes, insbesondere wer dafür verantwortlich war, unklar sind.
Die Spanier und ihre Verbündeten erkannten, dass sie nach dem Tod Moctezumas II. gegenüber den feindlichen Azteken in Tenochtitlan verwundbar waren, und versuchten, sich in der sogenannten Noche Triste unbemerkt zurückzuziehen. Die Spanier und ihre indianischen Verbündeten wurden beim heimlichen Rückzug entdeckt und waren gezwungen, sich unter schweren Verlusten an Menschenleben aus der Stadt heraus zu kämpfen. Einige Spanier ertranken, beladen mit Gold. Sie zogen sich nach Tlacopan (dem heutigen Tacuba) zurück und machten sich auf den Weg nach Tlaxcala, wo sie sich erholten und sich auf den zweiten, erfolgreichen Angriff auf Tenochtitlan vorbereiteten. Nach diesem Vorfall wurde Tenochtitlan von einem Pockenausbruch heimgesucht. Da die Ureinwohner der Neuen Welt zuvor nicht mit Pocken in Berührung gekommen waren, starben allein bei diesem Ausbruch mehr als 50 % der Bevölkerung der Region, darunter auch der neue Kaiser Cuitláhuac, welcher durch Cuauhtémoc ersetzt wurde. Währenddessen stellte Cortés eine Armee von Tlaxcalanern, Texcocanern, Totonaken und anderen auf, die mit der aztekischen Herrschaft unzufrieden waren. Mit einer kombinierten Armee von bis zu 100.000 Kriegern, von denen die überwältigende Mehrheit nicht Spanier, sondern Eingeborene waren, marschierte Cortés zurück in das Tal von Mexiko. Durch zahlreiche nachfolgende Kämpfe und Scharmützel eroberte er die verschiedenen Stadtstaaten oder altepetl rund um das Seeufer und die umliegenden Berge, darunter die anderen Hauptstädte der Dreierallianz, Tlacopan und Texcoco.
Mit Booten, die in Texcoco aus den von den versenkten Schiffen geborgenen Teilen gebaut wurden, blockierte und belagerte Cortés Tenochtitlan mehrere Monate lang. Schließlich griff die spanisch geführte Armee die Stadt sowohl per Boot als auch über die erhöhten Dämme, die sie mit dem Festland verbanden, an. Obwohl die Angreifer schwere Verluste erlitten, wurden die Azteken schließlich besiegt. Die Stadt Tenochtitlan wurde dabei komplett zerstört. Cuauhtémoc wurde gefangen genommen, als er versuchte, aus der Stadt zu fliehen. Cortés folterte ihn und hielt ihn mehrere Jahre lang gefangen, bevor er 1525 schließlich hingerichtet wurde. Auf den Ruinen von Tenochtitlan wurde von den Spaniern Mexiko-Stadt errichtet.

## Regierung

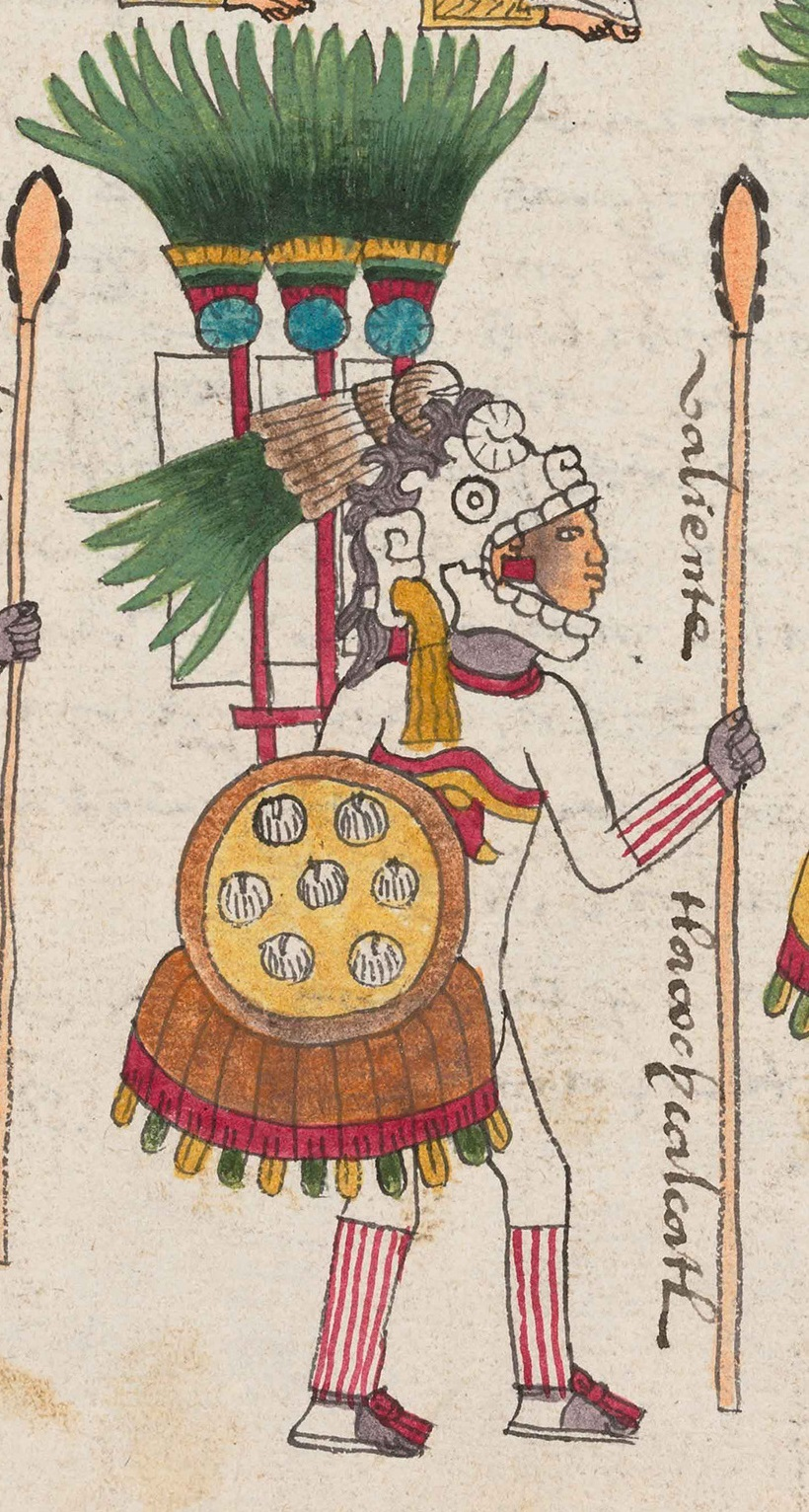
Abbildung des Tlacochcalcatl Tlacaélel

Das Aztekenreich war ein Beispiel für ein Reich, das mit indirekten Mitteln regierte. Wie die meisten Imperien war es ethnisch sehr vielfältig, aber im Gegensatz zu den meisten europäischen Imperien war es eher ein Tributsystem als eine einheitliche Regierungsform. Im theoretischen Rahmen der imperialen Systeme, den der amerikanische Historiker Alexander J. Motyl entwickelte, war das Aztekenreich ein informeller Reichstyp, da das Bündnis nicht die oberste Autorität über seine Nebenprovinzen beanspruchte, sondern lediglich erwartete, dass Tribute gezahlt würden. Das Reich war auch territorial diskontinuierlich, d. h. nicht alle seine beherrschten Gebiete waren durch Land miteinander verbunden. Zum Beispiel standen die südlichen Randzonen von Xoconochco nicht in unmittelbarem Kontakt mit dem zentralen Teil des Reiches. Der hegemoniale Charakter des Aztekenreichs zeigt sich darin, dass die im Allgemeinen lokalen Herrscher nach der Eroberung ihres Stadtstaates wieder in ihre Stellungen zurückkehrten und die Azteken sich nicht in lokale Angelegenheiten einmischten, solange die Tributzahlungen geleistet wurden.
Obwohl die Regierungsform oft als Reich bezeichnet wird, waren die meisten Gebiete innerhalb des Reiches in der Tat als Stadtstaaten organisiert (einzeln bekannt als „altepetl“ in Nahuatl). Dabei handelte es sich um kleine, von einem König oder tlatoani (wörtlich „Sprecher“, Plural „tlatoque“) aus einer aristokratischen Dynastie regierte Gemeinwesen. Die frühe aztekische Epoche war eine Zeit des Wachstums und der Konkurrenz unter den altepetls. Selbst nachdem das Reich 1428 gegründet worden war und sein Programm der Expansion durch Eroberung begonnen hatte, blieb das altepetl die dominierende Organisationsform auf lokaler Ebene. Die effiziente Rolle des altepetls als regionale politische Einheit war weitgehend für den Erfolg der hegemonialen Herrschaftsform des Reiches verantwortlich.
Der Begriff „Aztekenreich“ ist ein moderner Begriff, der nicht von den Azteken selbst verwendet wurde. Es bestand in seinem Kern aus drei Nahuatl sprechenden Stadtstaaten im dicht besiedelten Tal von Mexiko. Im Laufe der Zeit wurde einer dieser Stadtstaaten, Tenochtitlan, durch Machtasymmetrien über die beiden anderen erhoben. Der Dreibund etablierte die Hegemonie über weite Teile Zentral-Mesoamerikas, einschließlich der Gebiete mit großer sprachlicher und kultureller Vielfalt. Die Verwaltung des Reiches wurde mit weitgehend traditionellen, indirekten Mitteln durchgeführt. Im Laufe der Zeit könnte sich jedoch insofern eine Art aufkommende Bürokratie herausgebildet haben, als die staatliche Organisation zunehmend zentralisiert wurde.

### Verwaltung
Vor der Herrschaft von Nezahualcoyotl (1429–1472) operierte das Aztekenreich als eine Konföderation nach traditionellen mesoamerikanischen Linien. Unabhängige altepetl wurden von tlatoani (wörtlich: „Sprecher“) geführt, die Dorfvorsteher beaufsichtigten, die ihrerseits Gruppen von Haushalten beaufsichtigten. Eine typische mesoamerikanische Konföderation stellte einen huey tlatoani (wörtlich: „großer Sprecher“) an die Spitze mehrerer tlatoani. Nach Nezahualcoyotl verfolgte das Aztekenreich einen etwas abweichenden Weg, wobei einige tlatoani von kürzlich eroberten oder anderweitig untergeordneten altepetl durch Verwalter ersetzt wurden, die damit beauftragt waren, im Namen der huey tlatoani Tribut einzusammeln, anstatt einfach einen alten tlatoani durch neue aus dem gleichen Kreis des lokalen Adels zu ersetzen.
Es lag in der Verantwortung des huey tlatoani, sich mit den äußeren Angelegenheiten des Reiches zu befassen; die Verwaltung des Tributs, der Krieg, die Diplomatie und die Expansion fielen in seinen Zuständigkeitsbereich. Doch der huey tlatoani war nicht die einzige Exekutive. Der cihuacoatl war immer ein naher Verwandter des huey tlatoani. Tlacaélel zum Beispiel war der Bruder von Moctezuma I. Sowohl der Titel „cihuacoatl“, der „weibliche Schlange“ bedeutet (und der Name einer Nahua-Gottheit ist), als auch die Rolle des Amtes, die in gewisser Weise einem europäischen Vizekönig oder Premierminister entspricht, spiegeln den dualistischen Charakter der Nahua-Kosmologie wider. Weder die Position von cihuacoatl noch die Position von huey tlatoani waren priesterlich, dennoch hatten beide wichtige rituelle Aufgaben. Diejenigen der ersteren wurden mit der „weiblichen“ Regenzeit in Verbindung gebracht, diejenigen der letzteren mit der „männlichen“ Trockenzeit. Während die Stellung des cihuacoatl am besten in Tenochtitlan bezeugt wird, ist bekannt, dass die Stellung auch der nahegelegenen Altepetl von Atzcapotzalco, Culhuacan, und Tenochtitlans Verbündeter Texcoco existierte. Trotz des scheinbar geringeren Status der Position konnte sich ein cihuacoatl sowohl einflussreich als auch mächtig erweisen, wie im Fall von Tlacaelel.
Schon früh in der Geschichte des Reiches entwickelte Tenochtitlan einen vierköpfigen Militär- und Beratungsrat, der den huey tlatoani bei der Entscheidungsfindung unterstützte: den tlacochcalcatl, den tlaccatecatl, den ezhuahuacatl und den tlillancalqui. Dieser Entwurf diente nicht nur der Beratung des Herrschers, sondern auch der Eindämmung der Ambitionen des Adels, da huey Tlatoani fortan nur noch aus dem Rat ausgewählt werden konnte. Darüber hinaus konnten die Handlungen eines einzelnen Ratsmitglieds leicht von den anderen drei blockiert werden, wodurch ein einfaches System zur Kontrolle des Ehrgeizes höherer Beamter geschaffen wurde. Diese vier Ratsmitglieder waren auch Generäle, Mitglieder verschiedener militärischer Gesellschaften. Die Ränge der Mitglieder waren nicht gleichwertig, wobei die tlacochcalcatl und tlaccatecatl einen höheren Status als die anderen hatten. Diese beiden Ratsmitglieder waren Mitglieder der beiden angesehensten Militärgesellschaften, der cuauhchique („Geschorene“) und der otontin („Otomies“).

### Provinzen

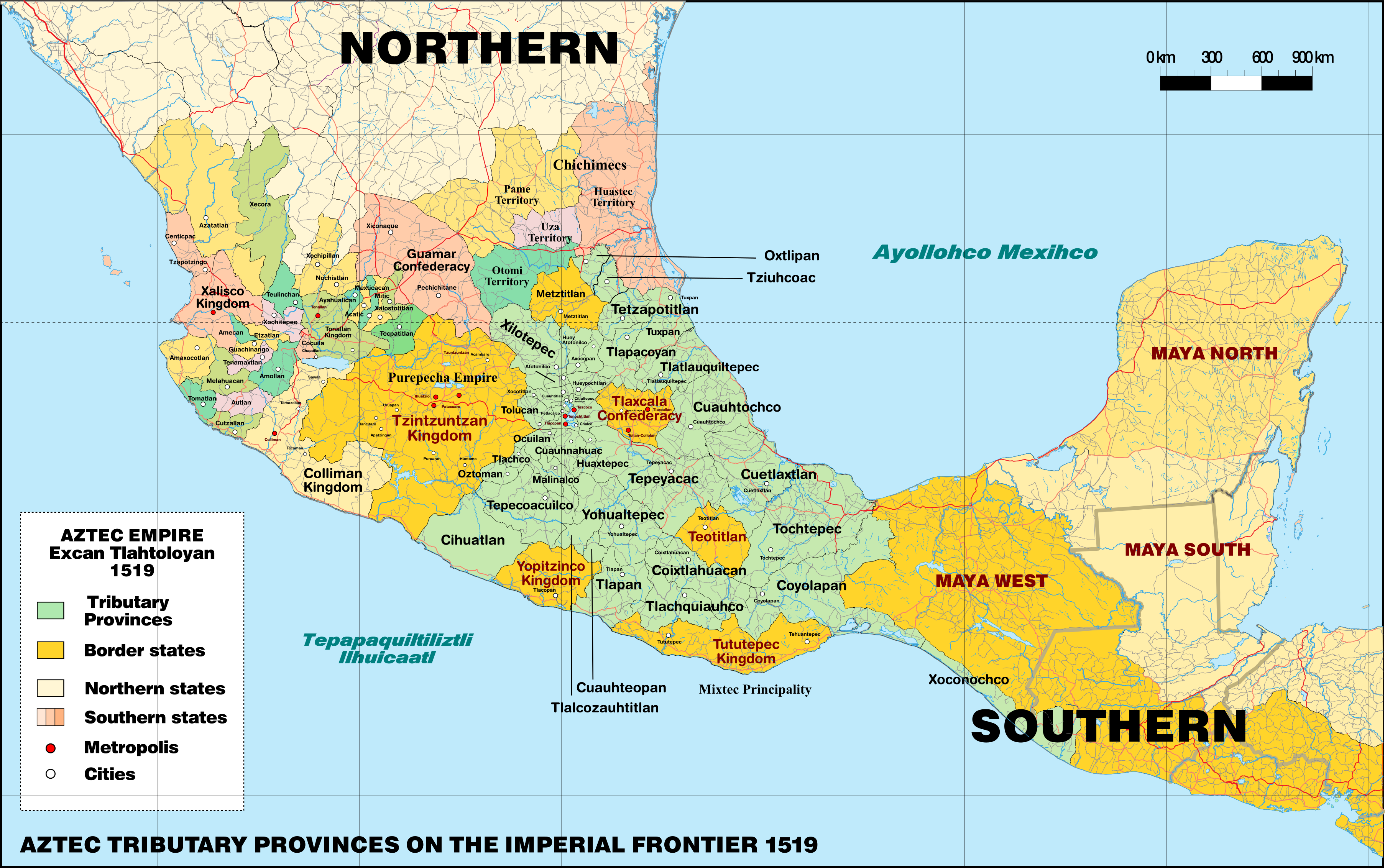
Territoriale Gliederung des Aztekenreiches

Ursprünglich war das Aztekenreich ein loses Bündnis zwischen drei Städten: Tenochtitlan, Texcoco und dem zweitrangigsten Partner, Tlacopan. Als solche waren sie als „Dreierbündnis“ bekannt. Diese politische Form war in Mesoamerika, wo die Bündnisse der Stadtstaaten immer wieder schwankten, sehr verbreitet. Im Laufe der Zeit war es jedoch Tenochtitlan, das im Bündnis die oberste Autorität übernahm, und obwohl jede Partnerstadt die Kriegsbeute und das Recht auf regelmäßige Tribute aus den Provinzen teilte und von ihrem eigenen huey tlatoani regiert wurde, war es Tenochtitlan, das zur größten, mächtigsten und einflussreichsten der drei Städte wurde. Sie war das de facto anerkannte Zentrum des Reiches.
Obwohl sie von den Azteken nicht auf diese Weise beschrieben wurden, gab es im Wesentlichen zwei Arten von Provinzen: Tributpflichtige und strategische Provinzen. Strategische Provinzen waren im Wesentlichen untergeordnete Vasallenstaaten, die dem aztekischen Staat im „gegenseitigen Einvernehmen“ Tribut oder Hilfe leisteten. Tributprovinzen hingegen zollten dem Reich regelmäßig Tribut; Verpflichtungen seitens der Tributprovinzen waren eher obligatorisch als einvernehmlich.

## Ideologie und Staat
Die Herrscher, seien es nun lokale tlatoani oder zentrale huey tlatoani, wurden als Vertreter der Götter angesehen und daher von göttlichem Recht regiert. Tlatocayotl, oder das Prinzip der Herrschaft, stellte fest, dass dieses göttliche Recht durch Abstammung vererbt wurde. Die politische Ordnung war daher auch eine kosmische Ordnung, und einen tlatoani zu töten bedeutete, diese Ordnung zu übertreten. Aus diesem Grund wurde immer dann, wenn ein tlatoani getötet oder anderweitig von seiner Station entfernt wurde, typischerweise ein Verwandter und Angehöriger derselben Blutlinie an seine Stelle gesetzt.
Die Expansion des Reiches wurde von einer militaristischen Interpretation der Nahua-Religion geleitet, insbesondere von der Verehrung des Sonnengottes Huitzilopochtli. Militaristische Staatsrituale wurden das ganze Jahr über nach einem zeremoniellen Kalender von Ereignissen, Riten und Scheinschlachten durchgeführt. Die Zeitperiode, in der sie lebten, wurde als Ollintonatiuh oder Sonne der Bewegung verstanden, von der man glaubte, dass sie das letzte Zeitalter sei, nach dem die Menschheit vernichtet werden würde. Unter Tlacaélel nahm Huitzilopochtli seine erhabene Rolle im Staatspantheon ein und argumentierte, dass die Sonne durch Blutopfer aufrechterhalten und dadurch das Ende der Welt abgewendet werden würde. Unter dieser neuen, militaristischen Interpretation von Huitzilopochtli wurden die aztekischen Soldaten ermutigt, Kriege zu führen und feindliche Soldaten als Opfer einzufangen. Obwohl Blutopfer in Mesoamerika üblich waren, war das Ausmaß der Menschenopfer unter den Azteken in der Region wahrscheinlich beispiellos.

## Recht
Die am weitesten entwickelte Rechtsordnung wurde im Stadtstaat Texcoco unter seinem Herrscher Nezahualcoyotl entwickelt. Es handelte sich um einen formell geschriebenen Kodex, nicht nur um eine Sammlung üblicher Praktiken. Die Quellen für die Kenntnis des Gesetzbuches sind Schriften des Franziskaners Toribio de Benavente Motolinia, des Franziskaners Juan de Torquemada und die Historiker Juan Bautista Pomar und Fernando de Alva Cortés Ixtlilxochitl aus der Kolonialzeit. Das Gesetzbuch in Texcoco unter Nezahualcoyotl war legalistisch, d. h. die Fälle wurden durch bestimmte Arten von Beweisen verhandelt und der soziale Status der Prozessparteien wurde missachtet und bestand aus 80 geschriebenen Gesetzen. Diese Gesetze forderten harte, öffentlich verhängte Strafen und schufen einen gesetzlichen Rahmen sozialer Kontrolle.
Viel weniger ist über das Rechtssystem in Tenochtitlan bekannt, das vielleicht weniger legalistisch oder ausgeklügelt ist als dasjenige von Texcoco für diese Zeit. Es wurde unter der Herrschaft von Moctezuma I. errichtet. Diese Gesetze dienten dazu, die Beziehungen zwischen Staat, Klassen und Individuen herzustellen und zu regeln. Die Bestrafung sollte ausschließlich durch staatliche Behörden erfolgen. In diesen Gesetzen wurden Nahua-Sitten verankert, die öffentliche Akte der Homosexualität, Trunkenheit und Nacktheit unter Strafe stellten, ganz zu schweigen von allgemeineren Verboten gegen Diebstahl, Mord und Sachbeschädigung. Die Pochteca konnten als Richter fungieren und häufig die richterliche Aufsicht über ihre eigenen Mitglieder ausüben. Ebenso befassten sich die Militärgerichte in Kriegszeiten sowohl mit Fällen innerhalb als auch außerhalb des Militärs. Es gab ein Berufungsverfahren, bei dem Berufungsgerichte zwischen lokalen, in der Regel Marktplatzgerichten, auf Provinzebene und einem Obersten Gericht und zwei speziellen höheren Berufungsgerichten in Tenochtitlan standen. Eines dieser beiden Sonderberufungsgerichte befasste sich mit Fällen, die innerhalb Tenochtitlans auftraten, das andere mit Fällen, die von außerhalb der Hauptstadt kamen. Die oberste richterliche Autorität lag in den Händen des huey tlatoani, der das Recht hatte, niedrigere Richter zu ernennen.

## Wirtschaft

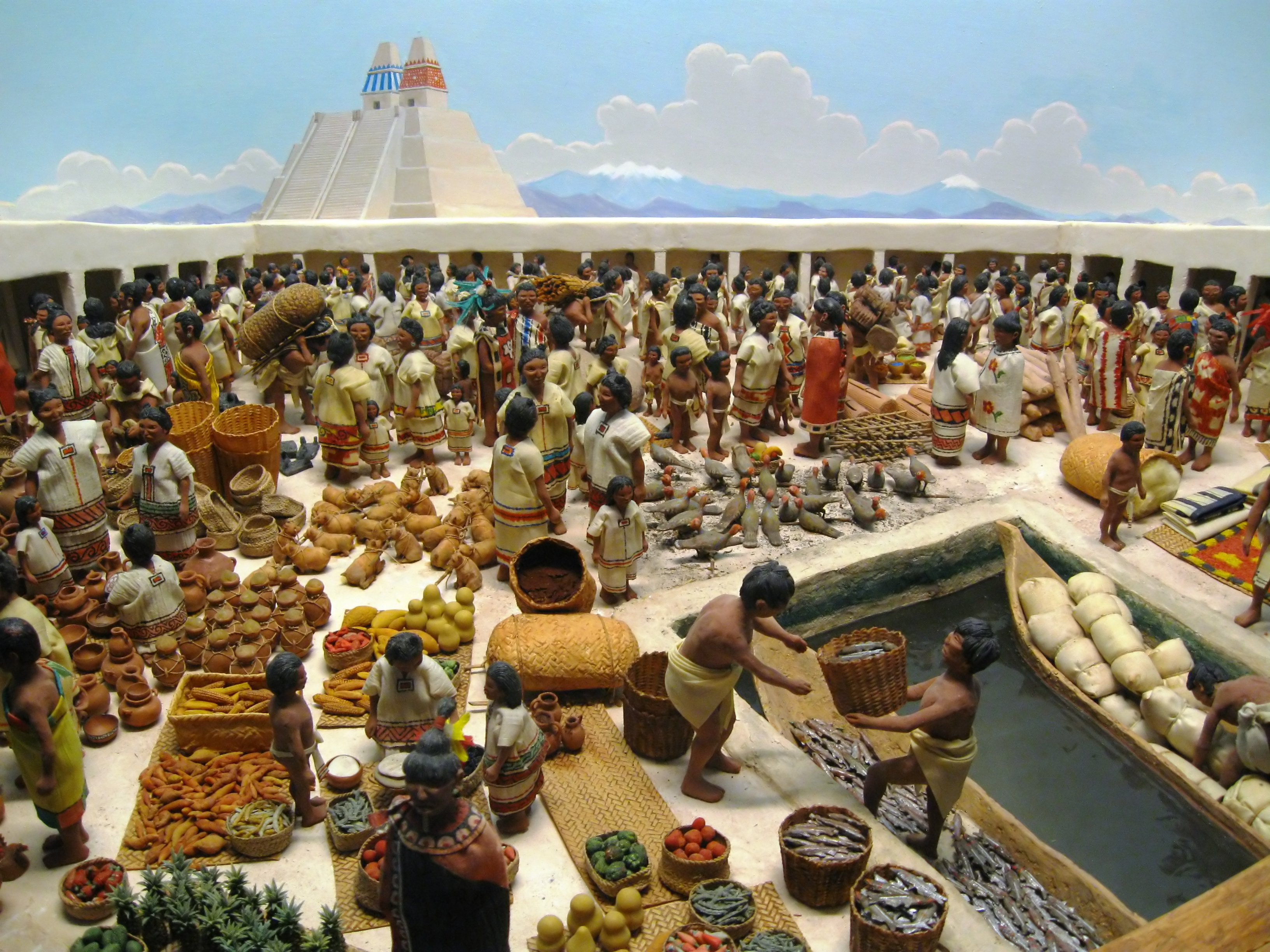
Modell eines Marktes

Wie alle Völker Mesoamerikas war auch die aztekische Gesellschaft um den Maisanbau herum organisiert. Die feuchte Umgebung im Tal von Mexiko mit seinen vielen Seen und Sümpfen erlaubte eine intensive Landwirtschaft. Neben Mais wurden vor allem Bohnen, Kürbisse, Chilis und Amarant angebaut. Die ausgeklügelten Bewässerungssysteme der Azteken ermöglichte eine hohe landwirtschaftliche Produktivität und das Wachstum der Städte. Das Überangebot an Nahrungsmitteln ermöglichte es einem bedeutenden Teil der aztekischen Bevölkerung, sich anderen Berufen als der Nahrungsmittelproduktion zu widmen. Neben der häuslichen Nahrungsmittelproduktion webten die Frauen Textilien aus Agavenfasern und Baumwolle. Männer beschäftigten sich auch mit handwerklichen Spezialisierungen wie der Herstellung von Keramik, Obsidian- und Feuersteinwerkzeugen und von Luxusgütern wie Perlen- und Federarbeiten sowie der Herstellung von Werkzeugen und Musikinstrumenten. Es gibt Hinweise auf spezialisierte Märkte für Güter und in einigen archäologischen Stätten wurden große Stadtviertel gefunden, in denen offenbar nur eine einzige handwerkliche Spezialität ausgeübt wurde.
Im kommerziellen Sektor der Wirtschaft wurden verschiedene Arten von Geld regelmäßig verwendet. Kleine Einkäufe wurden mit Kakaobohnen getätigt. Für größere Einkäufe wurden standardisierte Baumwollstoffbahnen, so genannte Quachtli, verwendet. Es gab verschiedene Qualitäten von Quachtli, die im Wert von 65 bis 300 Kakaobohnen reichten. Etwa 20 Quachtli konnten einen Bürger in Tenochtitlan ein Jahr lang ernähren. Eine andere Form der Verteilung von Gütern erfolgte durch die Zahlung von Tributen. Wenn ein altpetl erobert wurde, verhängte der Sieger einen jährlichen Tribut, der in der Regel in Form des wertvollsten oder wertvollsten lokalen Produkts entrichtet wurde. Archäologische Ausgrabungen in den von den Azteken regierten Provinzen zeigen, dass die Eingliederung in das Reich sowohl Kosten als auch Nutzen für die Völker der Provinzen hatte. Positiv ist zu vermerken, dass das Reich Handel und Gewerbe förderte, und exotische Waren von Obsidian bis Bronze gelangten in die Häuser sowohl der Bürgerlichen als auch der Adligen. Zu den Handelspartnern gehörte auch der feindliche Purépecha (auch als Taraskaner bekannt), eine Quelle für Bronzewerkzeuge und Schmuck. Negativ zu vermerken ist, dass der kaiserliche Tribut eine Belastung für die Haushalte des einfachen Volkes darstellte, die ihre Arbeit erhöhen mussten, um ihren Teil des Tributs zu bezahlen. Adelige hingegen kamen unter der kaiserlichen Herrschaft wegen der indirekten Natur der kaiserlichen Organisation oft gut zurecht. Das Reich war auf lokale Könige und Adelige angewiesen und bot ihnen Privilegien für ihre Hilfe bei der Aufrechterhaltung der Ordnung und des Tributflusses an.